# Liste der Naturdenkmäler in Ritten
Die Liste der Naturdenkmäler in Ritten (italienisch Renon) enthält die elf als Naturdenkmal ausgewiesene Objekte auf dem Gebiet der Gemeinde Ritten in Südtirol.
Basis ist das im Internet einsehbare offizielle Verzeichnis der Naturdenkmäler in Südtirol (Stand: 23. Januar 2015). Dabei kann es sich um botanische, geologische oder hydrologische Naturdenkmäler handeln. Die Reihenfolge in dieser Liste orientiert sich an der ID, alternativ ist sie auch nach dem Namen sortierbar.

## Liste
| Foto |                 | Name                                                              | Standort                     | Beschreibung                              |
| ---- | --------------- | ----------------------------------------------------------------- | ---------------------------- | ----------------------------------------- |
| BW   | Datei hochladen | Edelkastanie beim Partschunerhof (Signat) ID: 075_G01             | 46° 30′ 23″ N, 11° 24′ 41″ O | Botanisches Naturdenkmal: Kastanie        |
| BW   | Datei hochladen | Edelkastanie beim Unterstieler/Ebenstieler (Unterinn) ID: 075_G02 | 46° 30′ 31″ N, 11° 25′ 52″ O | Botanisches Naturdenkmal: Kastanie        |
| BW   | Datei hochladen | Edelkastanie beim Walzerhof (Klobenstein) ID: 075_G03             | 46° 32′ 20″ N, 11° 29′ 1″ O  | Botanisches Naturdenkmal: Kastanie        |
| BW   | Datei hochladen | Edelkastanie beim Maggnerhof ID: 075_G05                          | 46° 32′ 48″ N, 11° 22′ 33″ O | Botanisches Naturdenkmal: Kastanie        |
| BW   | Datei hochladen | Edelkastanie beim Plattnerhof (Oberinn) ID: 075_G06               | 46° 33′ 42″ N, 11° 23′ 52″ O | Botanisches Naturdenkmal: Kastanie        |
| BW   | Datei hochladen | Gstrahlmoor ID: 075_G07                                           | 46° 32′ 42″ N, 11° 24′ 57″ O | Hydrologisches Naturdenkmal: Feuchtgebiet |
| BW   | Datei hochladen | Oberpfaffstallermoos ID: 075_G08                                  | 46° 33′ 54″ N, 11° 27′ 7″ O  | Hydrologisches Naturdenkmal: Feuchtgebiet |
| BW   | Datei hochladen | Kircherlacke ID: 075_G09                                          | 46° 35′ 8″ N, 11° 29′ 6″ O   | Hydrologisches Naturdenkmal: Weiher/Teich |
| BW   | Datei hochladen | Erdpyramiden im Rivellaungraben ID: 075_G10                       | 46° 31′ 15″ N, 11° 24′ 23″ O | Geologisches Naturdenkmal: Erdpyramiden   |
| BW   | Datei hochladen | Erdpyramiden im Gasterergraben ID: 075_G11                        | 46° 31′ 3″ N, 11° 27′ 6″ O   | Geologisches Naturdenkmal: Erdpyramiden   |
| ja   | Datei hochladen | Erdpyramiden im Finsterbachgraben ID: 075_G12                     | 46° 33′ 10″ N, 11° 28′ 21″ O | Geologisches Naturdenkmal: Erdpyramiden   |

| Foto: | Fotografie des Naturdenkmals. Klicken des Fotos erzeugt eine vergrößerte Ansicht. Daneben finden sich zwei Symbole: |
| ID    | Identifikator bei der Abteilung Natur, Landschaft und Raumentwicklung der Südtiroler Landesverwaltung               |